# Walther Neuhoff
Walther Neuhoff (ur. 12 lutego 1891, zm. 20 stycznia 1971) – niemiecki mykolog.

## Życiorys
Urodził się we wsi Otlau w Prusach Wschodnich (obecnie jest to wieś Отловец w Rosji). Uczył się w Löbau i studiował w Berlinie i Królewcu. Od 1911 r. pracował jako nauczyciel w szkole podstawowej w Królewcu. Oprócz swojej pracy zawodowej Neuhoff zajmował się florą i mykobiotą Prus Wschodnich. Mykologią zainteresował go Eugen Gramberg, który później został jego teściem. Neuhoff napisał rozprawę, za którą otrzymał doktorat na Uniwersytecie w Królewcu. Tematem pracy było „Cytologia i systematyka Auriculariae i Tremellaceae”.
W 1945 r. musiał opuścić dom i uciekać przed nadchodzącą armią radziecką. Zamieszkał w Rellingen. Jego żona Ella Neuhoff była znaną ilustratorką i autorką licznych ilustracji do prac Neuhoffa.

## Praca naukowa
Jest autorem wielu prac naukowych. W 1933 r. opublikował Übersicht der Hymenomyceten Ostpreußens. W 1946 r. opublikowano jego pierwszy tom Grzybów w Niemczech. Badania Neuhoffa koncentrowały się następnie na rodzaju mleczaj Lactarius. W 1956 r. Neuhoff opublikował swoją dużą pracę dotyczącą mleczajów, która do dziś stanowi ważną podstawę badań tego rodzaju. Kolejną grupą grzybów, którymi zajmował się Neuhoff jest rodzaj Tricholomopsis (rycerzyk) i rodzina kisielnicowatych (Exidiaceae). Opublikował także kilka artykułów na temat ekologii grzybów, m.in. o grzybach na torfowisku Zehlau (jeden z pierwszych ścisłych rezerwatów przyrody w Prusach Wschodnich), o grzybach regionu przygranicznego i grzybach na holsztyńskich pastwiskach.
W naukowych nazwach utworzonych przez niego taksonów dodawane jest jego nazwisko Neuhoff.